# Cephalopholis urodeta
Cephalopholis urodeta es una especie de pez del género Cephalopholis, familia Serranidae. Fue descrita científicamente por Forster en 1801.
Se distribuye por el Océano Pacífico: hacia el este hasta la Polinesia Francesa y las islas Pitcairn, y hasta la isla de Navidad en el Océano Índico. La longitud total (TL) es de 28 centímetros. Habita en aguas claras y áreas de arrecifes y se alimenta de pequeños peces y crustáceos. Puede alcanzar los 60 metros de profundidad.
Está clasificada como una especie marina inofensiva para el ser humano.